# Georgskirche (Altenbrilon)

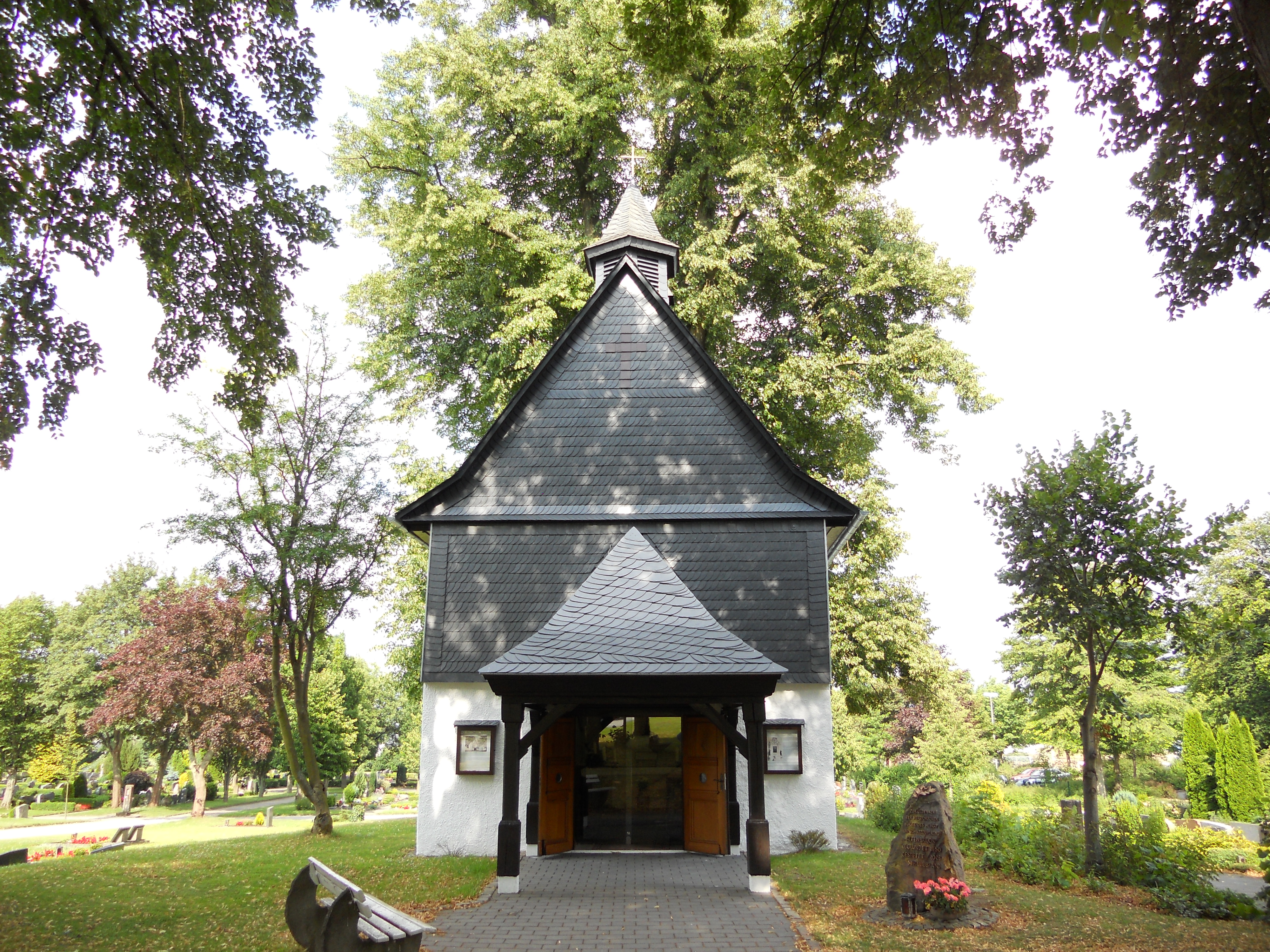
Hubertuskapelle

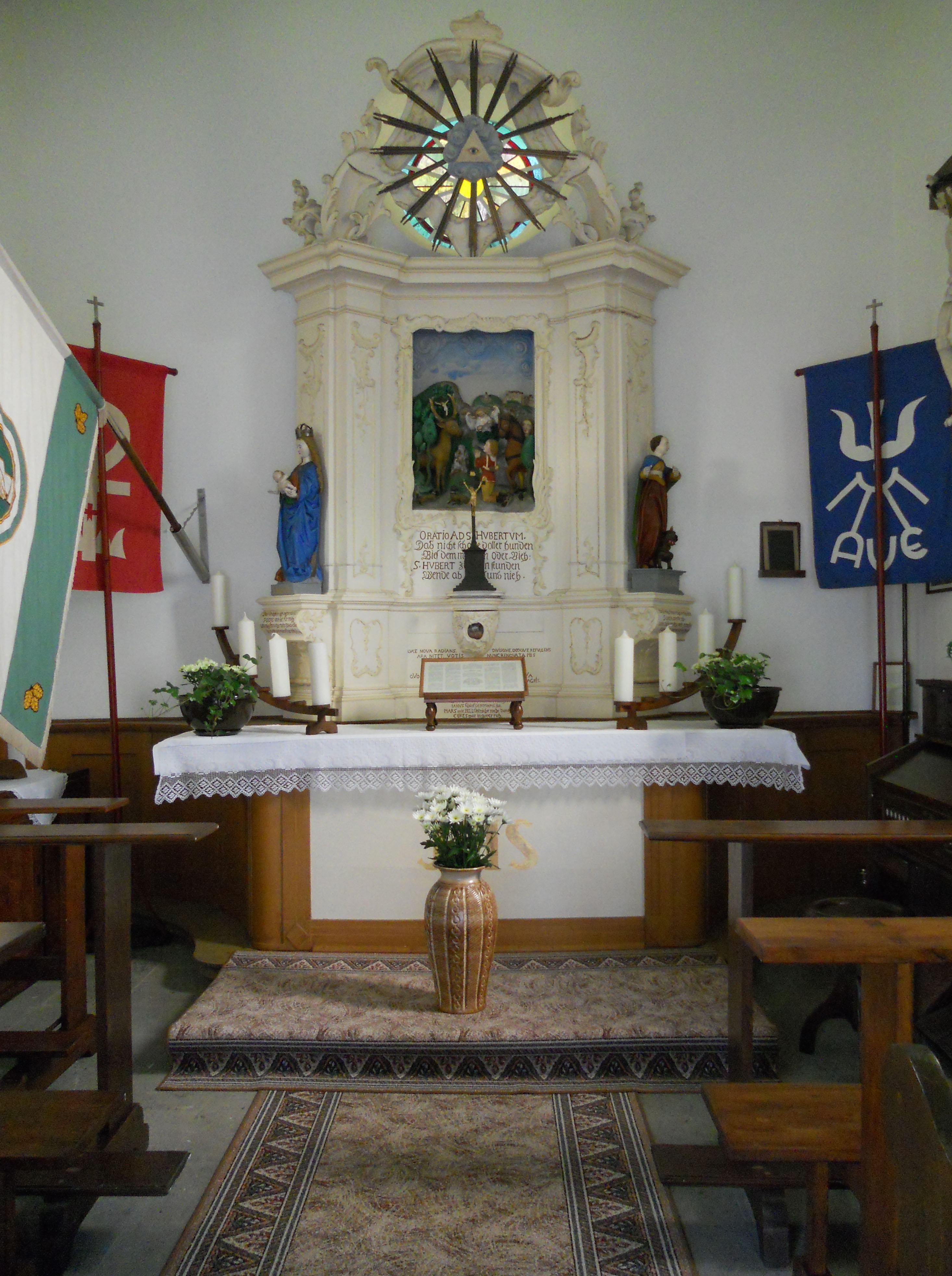
Hubertuskapelle Innenansicht

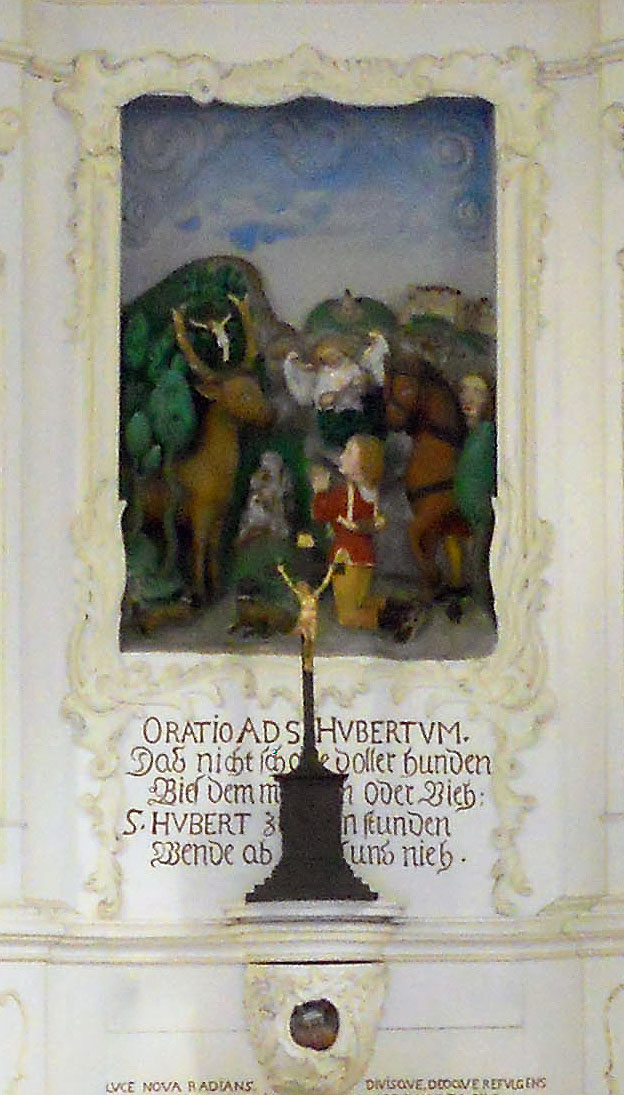
Hubertusreliquie

Die Georgskirche in Altenbrilon war ein vor den Toren der Stadtbefestigung Brilon gelegenes Gotteshaus im wüst gefallenen Ort Altenbrilon.
Um 1000 wurde diese Kirche als Georgskirche bezeichnet. Bei der Besitzübertragung Altenbrilons an das Erzbistum Magdeburg im Jahr 973 blieb die Kirche ausgenommen, da sie zur Diözese Köln gehörte. Karl der Große hatte einen Missionsauftrag erteilt, diesem folgend waren kölnische Geistliche in das Sauerland gegangen. Sie gründeten ein grobmaschiges Netz von Urpfarreien. Als Filigran folgten diesen sogenannte Stammpfarreien, die sich weiter in Filialkirchen verästelten. Die Stammpfarrei Altenbrilon geht auf die Urpfarrei Velmede zurück. Von der Pfarrei Velmede übernahm Altenbrilon zuerst den Apostel Andreas und dann den Apostel Petrus als Schutzpatron. Petrus wurde später zum Briloner Stadtpatron.
Bei der Gründung der Stadt Brilon um 1220 übertrug Erzbischof Engelbert die Pfarrrechte der Altenbriloner Kirche auf den neuen Ort Brilon.
Heute steht auf den Grundmauern der alten Georgskirche die Hubertuskapelle auf dem neuen Friedhof in Brilon. Die alte Kirche wurde um 1610 als noch vorhanden erwähnt. Nach dem Dreißigjährigen Krieg war die Kirche zerstört. Die Hubertuskapelle wurde auf den Ruinen der alten Kirche errichtet. Ein Spitzbogen der alten Kirche wurde in das neue Mauerwerk eingefügt. Im östlichen Querbalken des Dachgevierspanns wurden 1842 folgende Worte abgelesen: „Anno 1665 in die scti Marci Ev. ad gloriam Dei et sct. Georgii M… consule Gabriele Düppen“. Nach dem Siebenjährigen Krieg verfiel die Kapelle. Die Briloner Jäger, die sich als Nachfolger der Briloner Ritter betrachten, bauten 1766 das Gebäude wieder auf. Aus dieser Zeit stammt auch der Altar mit der Darstellung des hl. Hubertus. Das ursprüngliche Patrozinium des hl. Georg geriet bei der Bevölkerung nach und nach in Vergessenheit.